# Hans Krüsi

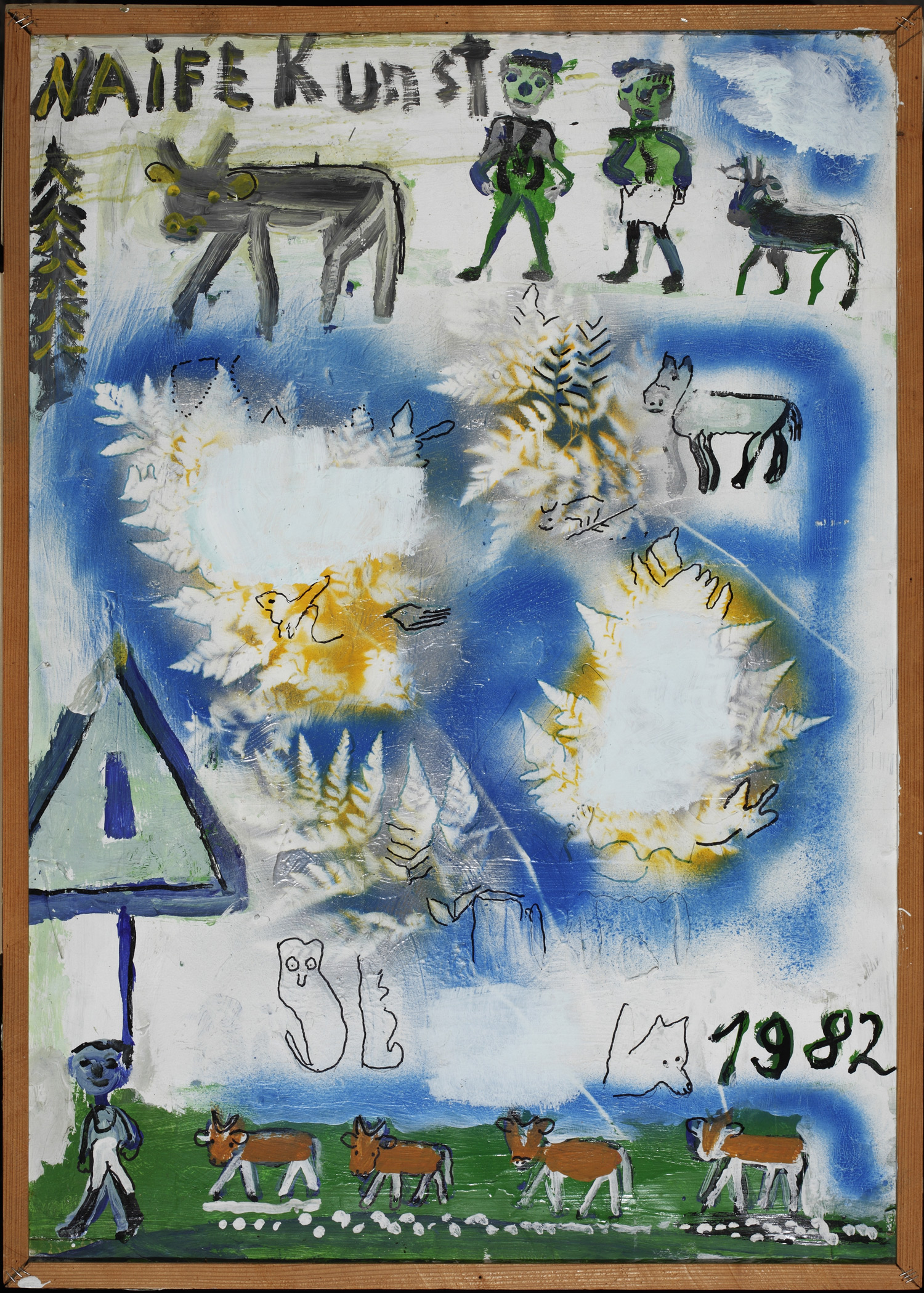
Naife Kunst, 1982, spray e pennarello su cartone

Hans Krüsi (Zurigo, 15 aprile 1920 – San Gallo, 9 settembre 1995) è stato un pittore svizzero. È considerato uno dei principali esponenti dell'art brut.

## Biografia
Figlio di Emma Krüsi e di padre sconosciuto, rimase celibe tutta la vita. Conobbe sua madre solo a 16 anni, un anno prima della sua morte, e crebbe a Speicher presso genitori affidatari e all'orfanotrofio. Dopo gli studi presso la scuola elementare, cercò senza successo di completare un apprendistato come giardiniere. Dal 1936 al 1942 fu quindi bracciante in Turgovia,  boscaiolo, e poi aiuto giardiniere nei cantoni di Zurigo e Vaud e per i giardini pubblici di Berna. Nel 1947 tornò in Svizzera orientale e nel 1948 si stabilì a San Gallo, da dove viaggiò in treno quasi quotidianamente per vendere fiori sulla Bahnhofstrasse di Zurigo.
Iniziò a disegnare e dipingere nel 1975, e espose per la prima volta le sue opere tra il 1975 e il 1976 nel negozio di fiori Hans Fisher a San Gallo. Inizialmente vendette le proprie opere a poco prezzo presso mercatini, ristoranti, nei treni e presso il suo negozio di fiori, ma nel 1981 le sue opere furono rese note al grande pubblico grazie a due esposizioni della galleria Buchmann a San Gallo e della galleria Anton Meier a Ginevra: a quel punto Hans Krüsi dispose di sufficienti entrate per dedicarsi interamente alla produzione artistica. Negli ultimi anni della sua vita Hans Krüsi smise di dipingere quasi del tutto a causa di alcuni dissidi con amici che secondo l'artista erano più interessati alle sue opere e ai relativi guadagni. Di salute cagionevole anche a causa della tubercolosi contratta in giovane età, dovette sottoporsi a varie cure ospedaliere nel corso della sua vita. Morì nel 1995 a causa di un enfisema polmonare.

## Opere
Hans Krüsi iniziò a disegnare dapprima su cartoline postali e tovaglioli, in seguito sperimentando svariate tecniche e supporti. I suoi disegni sui tovaglioli vengono realizzati con pennarelli e successivamente rivisti e integrati. 
Giocando sulla ripetizione degli elementi creò anche oggetti, fra cui le cosiddette Kuhmaschinen (macchine delle mucche), in cui venivano fatte scorrere con due rulli delle mucche dipinte su strisce di carta. Nelle sue opere combina varie tecniche artistiche e materiali inclusi collage e spruzzatura, utilizzando cartone ondulato come base per i suoi lavori e legno di scarto per realizzare modellini di case. Tra i suoi soggetti preferiti, ispirati per lo più all'ambiente in cui viveva, vi erano animali, piante, case, la Bahnofstrasse di Zurigo, il quartiere di Linsebühl in cui abitava e il paesaggio collinare dell'Appenzello.
Fin da giovane Krüsi si dedicò da autodidatta anche alla fotografia, utilizzando attrezzature anche di seconda o terza mano. Successivamente produsse delle registrazioni con suoni di voci umane, campane di chiese, ronzii di vespe e i campanacci delle mucche.
I suoi lavori furono oggetto di retrospettive nel 1990 presso il Museum im Lagerhaus di San Gallo e presso la Collection de l'Art Brut di Losanna, e nel 1995 presso il Museo d'arte del Canton Turgovia. Le sue opere sono presenti anche presso il Museo d'arte di San Gallo e nella collezione d'arte cantonale di Appenzello Esterno a Trogen.